# Allodia varicornis
Allodia varicornis är en tvåvingeart som först beskrevs av Senior-white 1922.  Allodia varicornis ingår i släktet Allodia och familjen svampmyggor.
Artens utbredningsområde är Sri Lanka. Inga underarter finns listade i Catalogue of Life.